# Réservoir Wilton
Le réservoir Wilton (en anglais Wilton Water) est un petit lac de barrage, situé près du village de Great Bedwyn dans le comté anglais du Wiltshire, qui alimente en eau le bief le plus haut du canal Kennet et Avon.
Il recueille les précipitations tombant sur l'extrémité orientale de la vallée de Pewsey et les collines environnantes, et il a permis le développement des habitations dans cette région depuis de nombreux siècles.

Il a été créé entre 1794 et 1810, en barrant une vallée étroite. Il est alimenté par des sources naturelles. En plus de fournir de l'eau pour le canal, qui est pompée par la station de pompage de Crofton, il offre un havre pour la faune. Il a été ensemencé en truites arc en ciel.
Lorsque le canal a été construit, il n'y avait pas de sources d'eau fiables disponibles pour approvisionner son sommet par des moyens gravitaires. Cependant, un ensemble de sources utilisables furent trouvés près du cheminement du canal à environ 2 km (un mile) à l'est du bief le plus haut, et à environ 12 m (40 pieds) au-dessous. Des dispositions furent prises pour que ces sources alimente la section de canal en aval de l'écluse 60 des écluses de Crofton. Quelques années plus tard, le réservoir a été créé pour améliorer l'alimentation de ce bief.
L'exutoire du réservoir et les écluses sont classés comme un ouvrage de grade II.